# Taniec w słońcu / Królowie życia
Taniec w słońcu / Królowie życia – czwarty singel zespołu Kombi. Został wydany w 1981 roku. Na singlu znalazła się wersja instrumentalna utworu „Królowie życia”, który później w wersji wokalnej stał się tytułowym utworem drugiej płyty długogrającej zespołu.

## Lista utworów
1. „Taniec w słońcu” (muz. Sławomir Łosowski) - 3:44
2. „Królowie życia” (muz. Grzegorz Skawiński) - 4:41